# Marina Andrievskaia
Marina Andrievskaia, född 20 november 1974 i Moskva, Sovjetunionen, är en svensk badmintonspelare.

## Meriter
- 2000: 2:a EM
- 1999: kvartsfinal Swedish Open
- 1997: 3:a Swedish Open i dubbel, All-England 5:a i dubbel, US Open 3:a i singel och 5:a i dubbel, German Open 2:a i singel och 3:a i dubbel, Thailand Open 5:a i singel och i dubbel.